# Cadbury Heath
Cadbury Heath – wieś w Anglii, w hrabstwie ceremonialnym Gloucestershire, w dystrykcie (unitary authority) South Gloucestershire. Leży 7 km na wschód od miasta Bristol i 164 km na zachód od Londynu.